# Lujza Mária belga királyné
Louise d’Orléans (teljes nevén magyarosan Orléans-i Lujza, franciául: Louise Marie Therese Charlotte Isabelle d’Orléans; Oostende, Szicíliai Királyság, 1812. április 3. – Oostende, Belga Királyság, 1850. október 11.), a Bourbon-ház orléans-i ágából származó francia királyi hercegnő, I. Lajos Fülöp francia király és Bourbon–Szicíliai Mária Amália királyné legidősebb leánya, aki I. Lipót belga király második feleségeként Belgium első királynéja.

## Élete

### Származása
Lujza Mária francia királyi hercegnő 1812. április 3-án született a Palermóban, amely ekkor a Szicíliai Királyság fővárosa volt (1816-ig), szüleinek legidősebb leányaként.
Édesapja a Bourbon-ház orléans-i ágából származó Lajos Fülöp herceg (Louis-Philippe d’Orléans, 1773–1850) volt, Chartres hercege, a későbbi I. Lajos Fülöp francia király, Lajos Fülöp József orléans-i hercegnek (1747–1793) és a Bourbon-házból való Louise Marie Adélaïde penthièvre-i hercegnőnek (1753–1821) legidősebb fia. Apai nagyapját, Orléans-i Lajos Fülöp József herceget, a népszerű „Egyenlőség Fülöpöt” („Philippe-Égalité”) a francia jakobinusok 1793. november 6-án Párizsban halálra ítélték és nyaktilóval kivégezték. Apai nagyanyja, Louise-Marie de Bourbon-Penthièvre hercegnő XIV. Lajos francia királynak (a Napkirálynak) és szeretőjének, Madame de Montespan márkinénak dédunokája volt.
Édesanyja a Bourbon-ház nápolyi ágából való Mária Amália Terézia nápoly–szicíliai királyi hercegnőt (1782–1866) volt, IV. Ferdinánd nápolyi király (1751–1825) (a későbbi I. Ferdinánd nápoly–szicíliai király) és Mária Karolina Lujza főhercegnő (1752–1814) volt leánya, apai ágon III. Károly spanyol király, anyai ágon I. (Lotaringiai) Ferenc német–római császár (1708–1765) és Mária Terézia császárné (1717–1780) unokája.
Szülei házasságából tíz testvér született, akik az ancien régime hagyománya szerint a királyi vérből való herceg(nő)i (princ(ess)e du sang) címet, majd 1830-tól, Lajos Fülöp trónra lépésétől a francia királyi herceg(nő)i (prince royal, princesse royale) címet viselték:
- Ferdinand Philippe d’Orléans (1810–1842), Chartres hercege, 1830-tól trónörökös, Orléans hercege (duc d’Orléans), aki 1837-ben Helene Luise Elisabeth zu Mecklenburg–Schwerin német hercegnőt (1814–1858) vette feleségül. Kocsibalesetben veszítette életét.
- Louise-Marie Thérèse d’Orléans (1812–1850), aki I. Lipót belga király felesége, 1832-től Belgium első királynéja lett.
- Mária Krisztina (Marie Christine d’Orléans) (1813–1839), jónevű szobrászművész, 1837-től Alexander württembergi herceg (1804-1881) felesége.
- Louis Charles Philippe Raphael d’Orléans (1814–1896), Nemours hercege, aki 1840-ben a Szász–Coburg–Gothai-házból származó Viktoria Franziska Antonia von Sachsen–Coburg–Saalfeld–Koháry (1822–1857) német hercegnőt, csábrághi és szitnyai Koháry Mária Antónia Gabriella (1797–1862) hercegnő legifjabb leányát vette feleségül.
- Françoise Louise Caroline d’Orléans (1816–1818), királyi hercegnő (princesse de France), kisgyermekként meghalt.
- Marie Clémentine Caroline Léopoldine Clotilde d’Orléans (1817–1907), királyi hercegnő (princesse de France), 1830-tól Clémentine d’Orléans, aki 1843-ban a Szász–Coburg–Gothai-házból való August Ludwig Viktor von Sachsen–Coburg–Saalfeld–Koháry német herceghez (1818–1881), csábrághi és szitnyai Koháry Mária Antónia Gabriella (1797–1862) hercegnő második fiához ment feleségül.
- François Ferdinand d’Orléans (1818–1900) tengernagy, Joinville hercege, aki 1843-ban a Bragança-házból való Franciska Karolina brazil császári hercegnőt (1824–1898), I. Péter brazil császár leányát vette feleségül.
- Charles Ferdinand Philippe Emmanuel d’Orléans (1820–1828), Penthièvre hercege, gyermekként meghalt.
- Henri Eugène Philippe Louis d’Orléans (1822–1897), Aumale hercege, tábornok és neves műgyűjtő, aki 1844-ben unokanővérét, a Bourbon-házból való Mária Karolina Auguszta nápoly–szicíliai királyi hercegnőt (1822–1869), Lipót János József salernói herceg (1790–1851) és Habsburg–Lotaringiai Mária Klementina főhercegnő (1798–1881) leányát, I. Ferenc császár unokáját vette feleségül.
- Antoine Marie Philippe Louis d’Orléans (1824–1890), Montpensier hercege, aki 1846-ban a Bourbon-házból való Lujza Fernanda spanyol infánsnőt (1832–1897), VII. Ferdinánd spanyol király leányát vette feleségül.

Apja, Lajos Fülöp herceg a francia forradalom és a napóleoni háborúk idején kényszerült külföldi emigrációba, 1808 óta a Szicíliai Királyságban élt, itt vette feleségül Ferdinánd király leányát 1809-ben. Idősebb gyermekei, köztük Lujza Mária is a család szicíliai tartózkodása idején születtek.
A család csak a Bourbon-restauráció után, 1817-ben tért haza Franciaországba. Lujza Mária hercegnő gyermekéveit a neuilly-i kastélyban és a párizsi Palais Royalban töltötte. Szigorú vallásos nevelésben részesült anyjától és nagynénjétől, Adelaide d’Orléans hercegnőtől. Tanítói között volt még Guillon apát, Jules Michelet, aki történelmet oktatott, és Pierre-Joseph Redouté, aki virágcsendéletek és tájképek festését tanította neki. Bár nem annyira volt tehetséges, mint nővére, a szobrász Mária Krisztina, de néhány rajza a kritikus Horace Vernet tetszését is kivívta.

### Házassága, gyermekei
1832-ben apja, Lajos Fülöp francia király, miután fia nevében lemondott a Belgium trónjáról, megszervezte, hogy az újonnan választott belga király, I. Lipót feleségül vegye az ő leányát, miközben maga a hercegnő mindvégig elutasította az érdekházasságot, amelyben a „józan ész csak áldozat”. Lipót király ekkor már özvegy volt, és 22 évvel idősebb, mint második felesége. Lujza Mária hercegnő gyermekként látta Lipótot a twickenhami vagy a neuilly-i kastélyokban rendezett vacsorákon, ahol hideg és zárkózott ember benyomását keltette benne. Barátnőjének, Antonine de Celles-nek írt levelében úgy fogalmazott, hogy vőlegénye „annyira hidegen hagyja, mint egy ismeretlen ember az utcán.”
Mivel Lipót király lutheránus vallású volt, Párizs érseke, a legitimista Monsignor de Quélen, megtiltotta, hogy az egyházi esküvői szertartást katolikus templomban végezzék el. A polgári házasságkötést végül Compiègne-ben tartották meg 1832. augusztus 9-én. Előbb Monsignor Gallard, Meaux érseke áldotta meg a királyi párt a katolikus vallás rítusa szerint, majd Goepp augsburgi lutheránus lelkipásztor következett (mivel a vőlegény lutheránus vallású volt). A belga parlament nyomása miatt Lipót beleegyezett, hogy gyermekeiket katolikus vallásúnak nevelik.
Lipót király és Lujza Mária hercegnő házasságából négy gyermek született:
- Lajos Fülöp (1833. július 24. – 1834. május 16.), kisgyermekként meghalt,
- Lipót (1835. április 9. – 1909. december 17.), a későbbi II. Lipót belga király.
- Fülöp (1837. március 24. – 1905. november 17.), I. Albert belga király apja
- Sarolta (Charlotte) (1840. június 7. – 1927. január 19.), aki 1857. július 27-én feleségül ment  Miksa osztrák főherceg, mexikói császárhoz.

A házasság a kezdetek ellenére boldog volt, mivel Lujza Máriát hamarosan levették lábáról férje jó tulajdonságai. Korábban hidegnek és zárkózottnak vélt férjéről kiderült, hogy romantikus alkat. Lujza Mária királyné így vallott Antonine de Celles-nek: „a király nagyon boldoggá tesz, kedvessége mélyen megérint. Igen nagyra értékelem őt, és nemes, jó tulajdonságai a szívem mélyéig kielégítenek.”

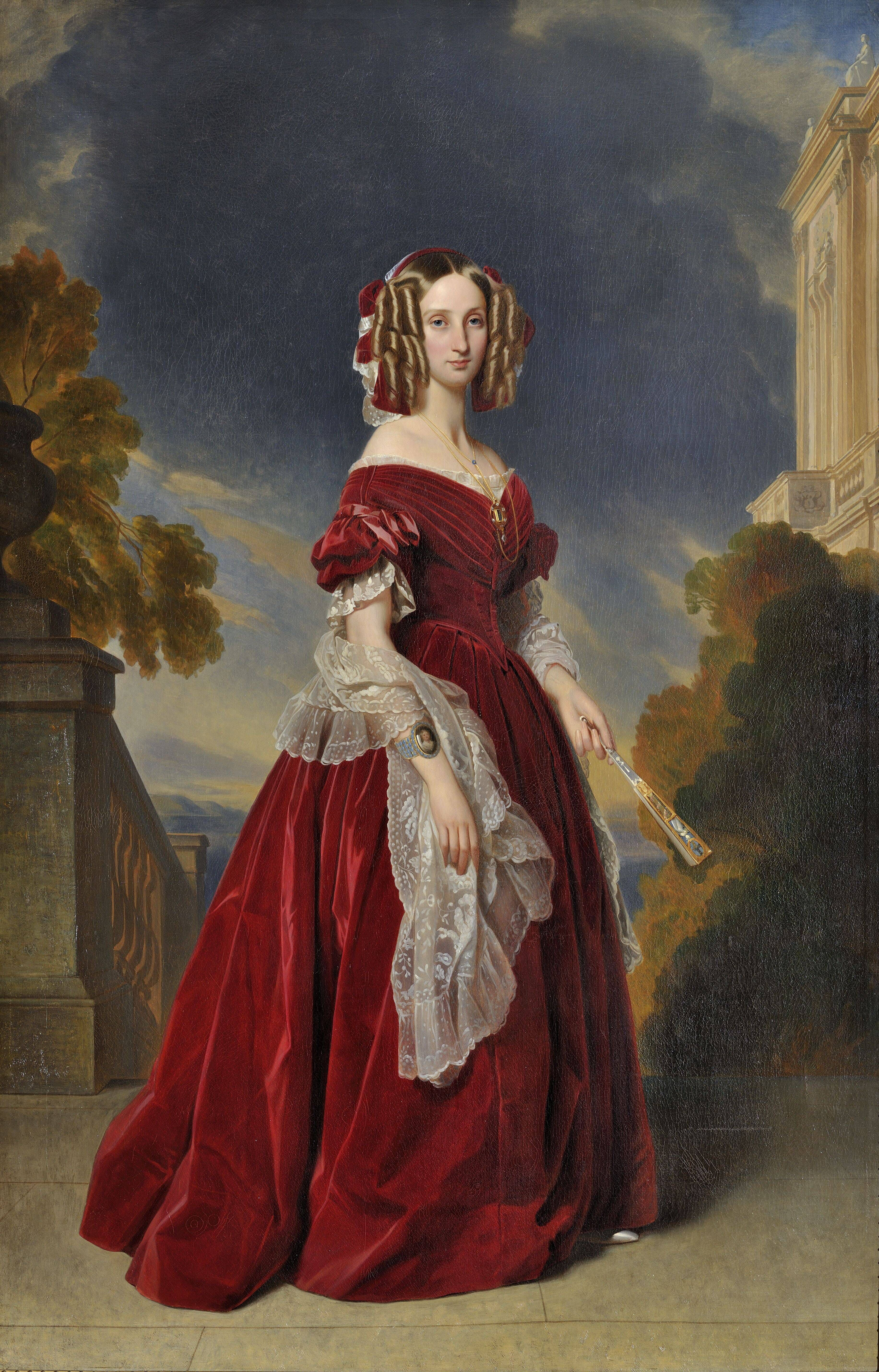
Mária Lujza egész alakos portréja. Franz Xaver Winterhalter festménye, 1841.
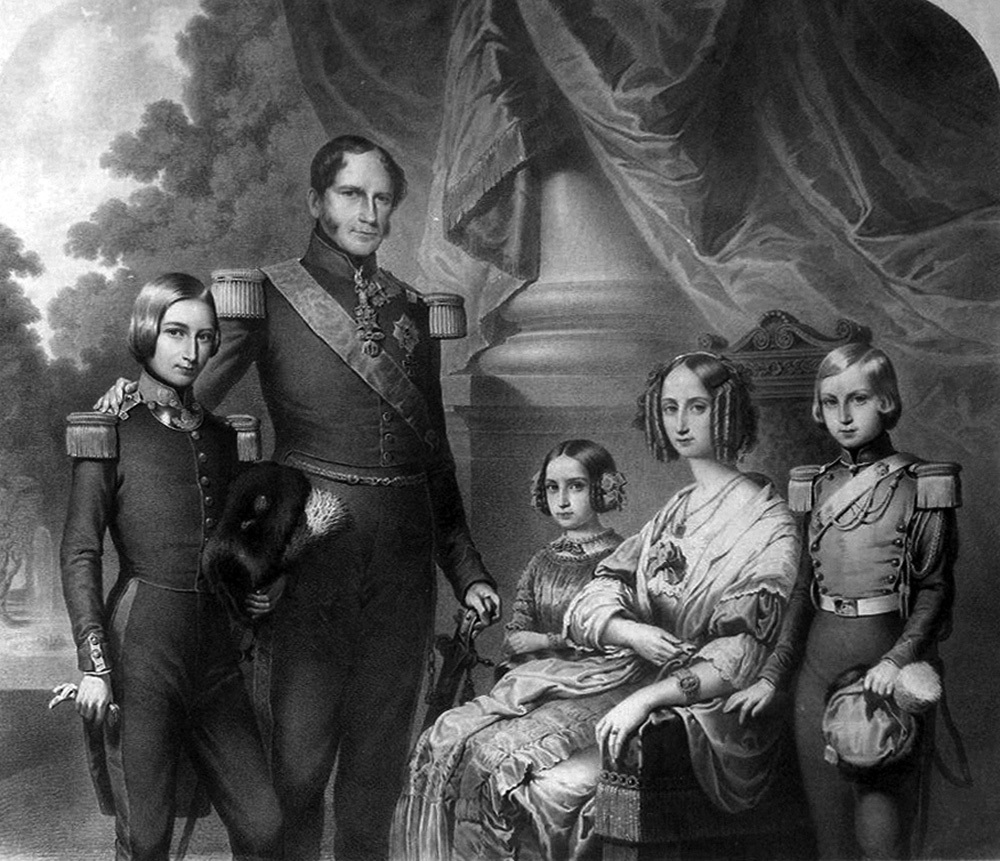
A királyi család: Lipót király, Lujza Mária királyné, Lipót és Fülöp hercegek, Sarolta hercegnő.
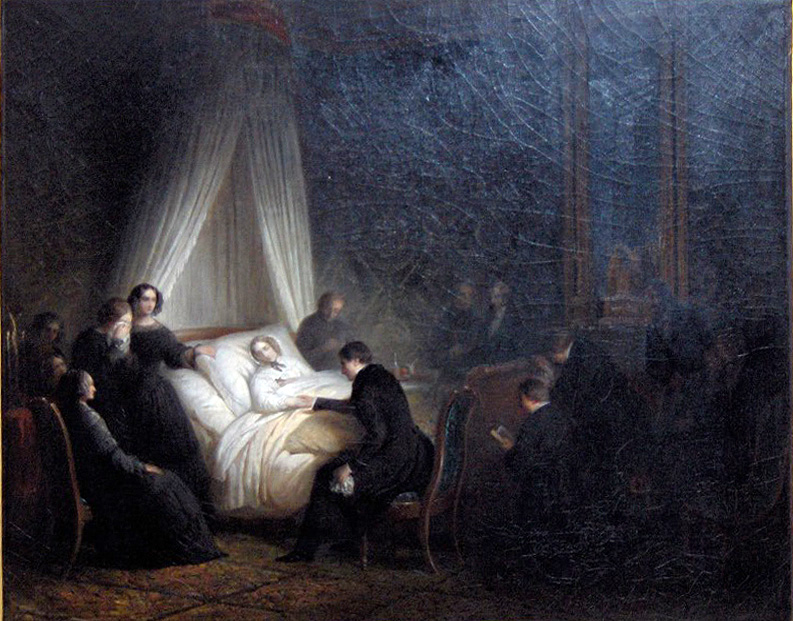
Mária Lujza halálos ágyán. Jozef Meganck (1807-1891) festménye.
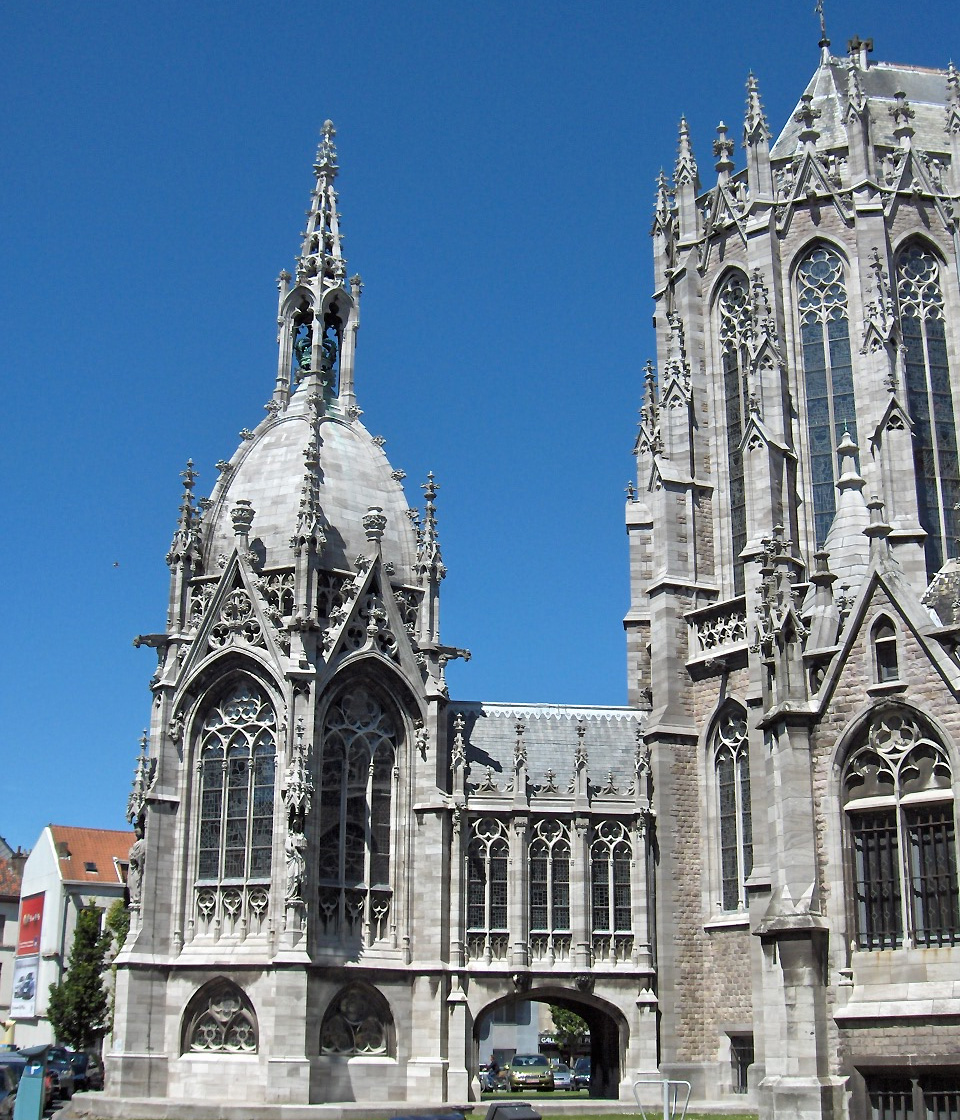
A királyné mauzóleuma Oostendében.

### Élete a belga királyi udvarban
A fiatal királynénak sokkal nehezebb volt megszoknia új alattvalóit. Ironikus megfigyeléseit szívesen megosztotta számos levelezőpartnerével és végül apjának, I. Lajos Fülöp francia királynak kellett közbeavatkoznia, és leányát óvatosságra és tapintatra intenie. Lujza Mária így válaszolt neki: „Egyáltalán nem becsülöm le a belgákat, sem Belgiumot. Igazából nem is érdekelnek, legalábbis nyilvánosság előtt nem.  Ha nem lennének ennyire hiszékenyek és hiúk, azt hiszem kedvelném is őket, hiszen a lelkük mélyén jó emberek”.
A király szívesen töltötte estéit a királyné szalonjában, ahol Mária Lujza a legújabb könyveket olvasta fel neki. Napközben gyermekeiket nevelte. Első fiukat, Lajos Fülöp Lipót herceget kilenc hónapos korában elveszítették. Utána még három gyermekük született, Lipót, Fülöp és Sarolta. Ezen felül minden nap, Mérode bárónő kezdeményezésére, a királyné meglátogatott néhány szegény családot, hogy támogatást nyújtson nekik. Az adományokat saját királynéi költségvetéséből fedezte.
Kedvessége és szépsége végül megnyerte a belgákat, akik végül a „hőnszeretett” („bien-aimée”) jelzőt adták neki, és kimutatták együttérzésüket az 1848. februári párizsi forradalom után, amikor apját megfosztották trónjától. A forradalmi napok izgalmai azonban aláásták a királyné egészségét. 1850 augusztusában a Szent Gudula-székesegyházban apja emlékére tartott misén (Lajos Fülöp a nagy-britanniai Claremont-ban halt meg, emigrációban) elájult, összeesett, és csak Lipót tudta őt megfogni. Egy hónappal később, egyre romló egészségi állapotban, az oostendei rue Longue-on található királyi lakhelyre vonult vissza.
Itt halt meg, anyja, férje és gyermekei társaságában, 1850. október 11-én. „Halála ugyanolyan szent volt, mint élete”, mondta ekkor Lipót király, aki ugyan sosem tudta elfeledni első feleségét, Sarolta Auguszta walesi hercegnőt, de Lujza Máriát nagyon kedves barátjának tartotta. A királynét a laekeni királyi palota kápolnájában temették el.

## Fordítás
- Ez a szócikk részben vagy egészben  a   Louise d'Orléans (1812-1850) című francia Wikipédia-szócikk ezen változatának fordításán alapul.  Az eredeti cikk szerkesztőit annak laptörténete sorolja fel. Ez a jelzés csupán a megfogalmazás eredetét és a szerzői jogokat jelzi, nem szolgál a cikkben szereplő információk forrásmegjelöléseként.

## Külső hivatkozások
- Lujza Mária lakosztálya a Versailles-i palotában